# Dyfuzja

Schematyczna reprezentacja procesu mieszania dwóch substancji na drodze dyfuzji (droga „cząsteczki śledzonej”)

Dyfuzja ukierunkowana w skali makro jako efekt chaotycznego ruchu pojedynczych cząsteczek

Model dyfuzji w sieci krystalicznej

Dyfuzja (łac. diffusio „rozprzestrzenianie”) – proces samorzutnego rozprzestrzeniania i przenikania się cząsteczek lub energii w każdym ośrodku (o temperaturze {\displaystyle T} > 0 K) (np. w gazie, cieczy lub ciele stałym itd.), będący konsekwencją chaotycznych zderzeń cząsteczek dyfundującej substancji między sobą lub z cząsteczkami otaczającego ją ośrodka.
Ze względu na skalę zjawiska, rozpatruje się dwa podstawowe rodzaje dyfuzji:
- dyfuzja śledzona (ang. tracer diffusion) – proces mikroskopowy polegający na chaotycznym ruchu pojedynczej („śledzonej”) cząsteczki (przykład: ruchy Browna),
- dyfuzja chemiczna – proces makroskopowy obejmujący makroskopowe ilości materii (lub energii), zwykle opisywany równaniem dyfuzji i prowadzący do wyrównywania stężenia (lub temperatury) każdej z dyfundujących substancji w całym układzie.

Podstawowymi prawami opisującymi dyfuzję są prawa Ficka. Pierwsze prawo Ficka stwierdza że:
strumień cząstek dyfuzji jest proporcjonalny do ujemnego gradientu stężenia
{\displaystyle J=-D\partial _{x}\varphi ,}
gdzie:
{\displaystyle J} – gęstość strumienia składnika (masa molowa składnika przepływająca przez jednostkowy przekrój w jednostce czasu),
{\displaystyle D} – współczynnik dyfuzji,
{\displaystyle \varphi } – stężenie [(ilość substancji) na jednostkę objętości],
{\displaystyle x} – współrzędna osi, wzdłuż której zachodzi dyfuzja.
W ogólnym, trójwymiarowym przypadku wzór można zapisać niezależnie od współrzędnych:
{\displaystyle J=-D\nabla \varphi .}
Dla chemicznej dyfuzji materii (masy) współczynnik dyfuzji jest nazywany współczynnikiem dyfuzji molekularnej. Dla tej samej substancji, w tych samych warunkach, współczynniki dyfuzji śledzonej i chemicznej są zwykle różne, gdyż drugi z tych współczynników uwzględnia oddziaływania i korelacje pomiędzy trajektoriami poszczególnych dyfundujących cząsteczek.
Dyfuzja zachodzi zarówno w stanie równowagi, jak i poza równowagą termodynamiczną. Dyfuzję śledzoną bada się zwykle w stanie równowagi, a dyfuzję chemiczną w układach nierównowagowych. Dyfuzja w stanie braku równowagi termodynamicznej jest procesem nieodwracalnym, który przybliża stan układu do stanu równowagi termodynamicznej i zwiększa jego entropię. Dyfuzja chemiczna zachodząca w stanie równowagi zwana jest samodyfuzją.
Dyfuzja materii jest zjawiskiem aktywowanym termicznie – zwiększenie temperatury zwykle prowadzi do zwiększenia tempa dyfuzji. W przypadku większości ciał stałych zależność tę opisuje równanie Arrheniusa.
Dyfuzja jest jednym z mechanizmów transportu. W tym kontekście jej bardzo charakterystyczną cechą jest to, że typowa odległość {\displaystyle R,} o którą przemieszczana jest substancja z obszaru o podwyższonym stężeniu po dostatecznie długim czasie {\displaystyle t} jest proporcjonalna do pierwiastka kwadratowego z czasu:
{\displaystyle R(t)\sim {\sqrt {t}}.}
Dla większości substancji powyższa zależność obowiązuje (dla dostatecznie dużych czasów {\displaystyle t}) nawet wtedy, gdy współczynnik dyfuzji danej substancji zależy od jej stężenia. W pewnych układach obserwuje się jednak procesy, które w obrazie mikroskopowym składają się z szeregu charakterystycznych dla dyfuzji „chaotycznych” zderzeń, w których to jednak procesach obowiązuje zależność
{\displaystyle R(t)\sim t^{\alpha },\;\alpha \neq 1/2.}
W takich przypadkach mówi się o dyfuzji anomalnej.
Dyfuzja może też dotyczyć energii, jej szybkość jest określona przez współczynnik dyfuzji termicznej. Na przykład źródłem niekonwekcyjnego i nieradiacyjnego transportu ciepła jest wymiana energii kinetycznej pomiędzy chaotycznie zderzającymi się cząsteczkami, stąd też równanie przewodnictwa cieplnego w ciałach stałych jest tożsame równaniu dyfuzji.
W przypadku dyfuzji pędu, o szybkości procesu dyfuzji decyduje współczynnik dyfuzji zwany lepkością kinematyczną, czyli współczynnikiem tarcia wewnętrznego.

## Przykłady dyfuzji
Dyfuzja umożliwia zjawisko mieszania się substancji pozostających w fazie gazowej, ciekłej i stałej. Siłą napędową dyfuzji przy mieszaniu jest dążenie układu do równowagi termodynamicznej przez osiągnięcie jak najwyższej entropii i jak najniższej energii swobodnej. Efektem wolnej, dyfuzji w gazach i cieczach jest wyrównywanie się stężeń wszystkich składników w całej objętości fazy. Osiągnięcie stanu równowagi nie oznacza jednak zatrzymania dyfuzji. Trwa ona nadal, tyle że dzięki dokładnemu wymieszaniu się wszystkich składników nie prowadzi już do zmian stężenia. Przykładem tego rodzaju dyfuzji może być rozchodzenie się zapachów w nieruchomym powietrzu (zapachy rozchodzą się często wskutek ruchu powietrza).
Jednym z najbardziej znanych przykładów zjawiska fizycznego zdominowanego przez dyfuzję są ruchy Browna.
Innym przykładem dyfuzji jest zjawisko osmozy, polegające na przemieszczaniu się cząsteczek i jonów przez błony półprzepuszczalne, w kierunku wyrównywania się stężenia związku chemicznego lub jonu, zdolnego do przenikania przez błonę. Siłą napędową osmozy jest dokładnie to samo, co napędza dyfuzję swobodną w mieszaninach. Różnica polega na tym, że błona przepuszcza tylko wybrane (mniejsze) składniki mieszaniny, podczas gdy inne nie.
Odwrócona osmoza – to przenikanie przez błonę cząsteczek rozpuszczalnika w kierunku odwrotnym niż w osmozie, to znaczy od roztworu o większym stężeniu substancji rozpuszczonej do roztworu o mniejszym stężeniu. Ze względu na to, że osmoza odwrócona zmniejsza entropię układu, musi być ona napędzana np. napięciem elektrycznym lub ciśnieniem.
W fizyce ciała stałego (a więc i w elektronice) dyfuzja jest podstawową przyczyną jakiejkolwiek względnej zmiany rozmieszczenia atomów w sieci krystalicznej zachodzącej pod wpływem energii termicznej.
Przykładowe współczynniki dyfuzji:
- bromobenzen–benzen 1,86·10−9 m²/s
- nitrobenzen–benzen 2,11·10−9 m²/s
- kwas solny 2,09 m²/s
- siarczan miedzi 0,39 m²/s